# Благоевградски говор
Благоевградският говор (срещан и като горноджумайски говор) е български диалект, представител на централната група югозападни говори. Говори се в района на Благоевград - в долината между Рила и планината Влахина. Сроден е със съседните нему говори: петрички, малешевски, дупнишки, пиянешки.
Македонската диалектология го систематизира като част от малешевско-пиринския диалект на т. нар. македонски език.

## Характерни особености
- Застъпник на стб. ѫ е гласната a: кàшта (къща), сàбота (събота), важè (въже).
- Застъпник на стб. ъ е предимно o и в редки случаи а: зол (зъл), пèток (петък), дàска (дъска), кàсно (късно).
- Групи шт и жд на прасляванските *tj и *dj: кàшта, сàжди.
- Подвижното ъ при сонантно р се изговаря винаги като ръ: грънè (гърне), връх (връх), сръ̀бин (сърбин).
- Изпадане на съгласната л при групата ъл/лъ между съгласни: вък (вълк), пъх (плъх). Изключение от това правило са: длъг (дълг), зòлва (зълва), зол (зъл).
- Преходи в⇒ф в позиция след беззвучна съгласна: сфѝрка (свирка), цръ̀кфа’ (църква)
- Членна форма за мъжки род единствено число:
  - -о след твърда съгласна: човèко (човекът), градò (градът), вòло (волът).
  - -е след мека съгласна: кòне (конят), крàйе (краят), добрѝйе (добрият)
- Наличие на падежно окончание -те при личните имена от м. р., завършващи на -о и -е: Ристò—Ристòте, Гошè—Гошèте, Петрè—Петрèте.
- Образуване на деепричастия с -аèк’и: шетаèк’и (шетайки), бераèк’и (берейки), седаèк’и (седейки).